# Comuna Stolno
Comuna Stolno este o comună (în poloneză: gmina) rurală în powiat Chełmno, voievodatul Cuiavia și Pomerania, Polonia.
Comuna acoperă o suprafață de 98,43 km² și are, potrivit datelor din anul 2006, o populație de 5.110.